# Atitude proposicional
Uma atitude proposicional é um estado mental mantido por um agente em relação a uma proposição.
Na linguística, atitudes proposicionais são denotadas por um verbo (por exemplo, o verbo "acreditar") que rege sobre uma cláusula, por exemplo "Sofia acreditava que ela havia vencido".
Atitudes proposicionais são frequentemente apresentadas como as unidades fundamentais do pensamento e seu conteúdo. As preposições podem ser verdadeiras ou falsas dependendo da perspectiva da pessoa. Um agente pode ter atitudes proposicionais diferentes em relação à mesma proposição (por exemplo, "Sofia acredita que seu sorvete está frio" e "Sofia teme que seu sorvete esteja frio").
Atualmente, vários sistemas de software estão disponíveis para simular atitudes proposicionais para fins industriais, para sistemas de gerenciamento de relacionamento com clientes, suporte a decisões e geração de conteúdo (Galitsky 2012).
Atitudes proposicionais têm diferentes orientações de ajuste: algumas atitudes são destinadas a refletir o mundo, outras a influenciá-lo.
Um tópico de preocupação central é a relação entre as modalidades de afirmação e de crença. Por exemplo, frequentemente nos deparamos com a questão de saber se as afirmações de uma pessoa estão ou não em conformidade com suas crenças. Discrepâncias podem ocorrer por muitas razões, mas quando há uma discrepância intencional entre a afirmação e a crença, geralmente chamamos isso de mentira.
Outras comparações de múltiplas modalidades que frequentemente surgem são as relações entre crença e conhecimento e as discrepâncias que ocorrem entre observações, expectativas e intenções. Divergências entre observações e expectativas são comumente percebidas como surpresas, fenômenos que exigem explicações para reduzir o choque de espanto.

## Problemas
Na lógica, as propriedades formais dos verbos como afirmar, acreditar, comandar, considerar, negar, duvidar, imaginar, julgar, saber, querer, desejar, e uma série de outros verbos que envolvem atitudes ou intenções em relação a proposições são notórias por sua recalcitrância na análise. (Quine 1956).

### Indiscernibilidade de idênticos
Um dos princípios fundamentais que regem a identidade é o da substituibilidade, também conhecido com indiscernibilidade de idênticos. Quando aplicado às sentenças verdadeiras de identidade, ele estabelece que um de seus dois termos pode ser substituído pelo outro em qualquer declaração verdadeira e o resultado será verdadeiro. 
Por exemplo, considere o argumento abaixo:
(1) Platão = Arístocles
(2) Platão é filósofo
(3) "Arístocles" se refere a Platão
(4) Arístocles é filósofo
Assim, usamos o princípio de substituição para chegar em (4). Existem alguns falsos casos que parecem depor contra o princípio de substituição. Considere o argumento abaixo:
(5) Giorgione = Barbarelli,
(6) Giorgione era assim chamado por causa de seu tamanho.
Essas afirmações são verdadeiras; entretanto, a substituição do nome 'Giorgione' pelo nome 'Barbarelli' transforma (6) em uma a falsidade:
(7) Barbarelli era assim chamado por causa de seu tamanho.
O exemplo de Quine aqui se refere ao apelido de Giorgio Barbarelli "Giorgione", um nome italiano mais ou menos descrito como "Grande Jorge" ou "Jorjão". Como Quine justifica, tal argumento não é contrário ao princípio, pois ele faz uma confusão entre uso e menção. Poderíamos reescrevê-lo do seguinte modo, a fim de mostrar onde ocorre o erro:
(5') Giorguine = Barberelli 
(6') Giorgione era chamado "Giorgione" por causa de seu tamanho
(7') Barbarelli era chamado "Barbarelli" por causa de seu tamanho.
Assim, vemos que o argumento não contraria o princípio de substituição, pois deixamos claro que o "assim chamado" fazia referência à forma do nome ser escrito, de modo que o nome estava sendo mencionado e não usado. O princípio pode ser aplicado na premissa (6') para levar até (7'), pois ocorrência sem aspas de "Giorgione" está sendo usada para falar de um pessoa que tem aquele nome.

### Como o princípio de substituição afeta as Atitudes Proposicionais
Em Sobre o Sentido e a Referência, Frege começa se perguntando em que consiste a relação de igualdade, se uma relação entre objetos ou entre sinais de objetos, e apresenta o seguinte argumento (FREGE, 2009, pp. 129-158): 
(1)       a = a;
(2)       a = b.
Supondo que (1) e (2) sejam ambas verdadeiras, e caso expressem o mesmo pensamento (Gedanke), então, se uma é analítica[1], a outra também deve ser. Mas isto não pode acontecer, (2) é sintética mesmo que (1) seja analítica. Deve-se negar que o pensamento é o mesmo. Se o que (1) e (2) expressam é simplesmente a relação que um objeto tem consigo, então não haveria qualquer diferença no pensamento, uma vez que saber (1) seria saber (2). Isto não pode acontecer, pois (2) perderia seu valor informativo, deixando de ser sintética.
Deve-se negar que ambas expressam uma relação entre objetos. Um outro modo de apresentar o mesmo argumento é o seguinte (AHMED, 2007, p. 9):
i.                “Eric Blair” significa o mesmo que “George Orwell” (suposição)
ii.              Se dois nomes significam o mesmo, então você pode substituir um pelo outro na sentença sem mudar o significado da sentença (premissa)
iii.            Se duas sentenças significam o mesmo, então elas transmitem a mesma informação (premissa)
iv.            “Eric Blair é Eric Blair” significa o mesmo que “Eric Blair é George Orwell” (de i, ii)
v.              “Eric Blair é George Orwell” transmite a mesma informação que “Eric Blair é Eric Blair” (de iii, iv)
Como podemos notar pelo argumento de Frege, (v) é que deve ser falsa. No entanto, ela se segue das premissas (i), (ii) e (iii). Uma vez que (ii) e (iii) são premissas que não gostaríamos de negar, devemos rejeitar (i) como verdadeira. O argumento reafirma a posição de Frege, pois parece exigir que “Eric Blair” e “George Orwell” não signifiquem o mesmo. É o caso de não reivindicar que ambos os nomes devam ter como contribuição semântica apenas sua referência, mas um modo de concebê-la.
Agora, é possível tentar argumentar que a diferença no pensamento se funda nos sinais, dizendo que o pensamento expressado por (2) é algo como “‘a’ e ‘b’ se referem ao mesmo objeto” e (1), “‘a’ e ‘a’ se referem ao mesmo objeto”. Dessa forma, (2) continuaria sintética e (1) analítica.
Contra essa tentativa é possível se opor de duas formas independentes, mas complementares. Primeiro, podemos usar o próprio argumento modal de Kripke. O argumento defende que a relação de identidade é uma relação necessária para qualquer coisa que existe; portanto, queremos, tanto em (1) quanto em (2), apresentar um conteúdo necessário através dessas sentenças; porém, se a solução fornecida está correta, então as sentenças asserem uma verdade contingente: que duas expressões se referem ao mesmo objeto. Disso devemos concluir que a solução está errada.
Segundo, é possível usar o argumento que Frege apresenta no início de seu Sobre o Sentido e a Referência — um argumento bastante semelhante ao de Kripke, mas que não usa modalidade metafísica. É o seguinte. Se a solução estivesse correta, (1) e (2) expressariam um conteúdo arbitrário, que só se manteria verdadeira enquanto “a” e “b” designassem a mesma coisa. A relação asserida seria a casual relação entre os sinais “a” e “b” que poderia se desfazer a qualquer momento. Uma vez que a relação de identidade não é arbitrária nesse sentido, é necessário negar que o pensamento expresso pelas sentenças tenha seu fundamento na diferença entre os sinais.

Como os objetos e os sinais não conseguiram, segundo os argumentos acima, explicar a diferença de conteúdo de sentenças gramaticais com termos correferentes, a conclusão a que Frege chega é a de que a linguagem humana possui um terceiro âmbito além do dos sinais e das coisas referidas pelos sinais, o do sentido (Sinn) (FREGE, 2009, pp. 131):
É, pois, plausível pensar que exista, unido a um sinal (nome, combinação de palavras, letras), além daquilo por ele designado, que pode ser chamado de sua referência (Bedeutung), ainda o que eu gostaria de chamar de o sentido (Sinn) do sinal, onde está contido o modo de apresentação do objeto.
Para cada construção gramatical, pelo menos um Sinn, cujo tipo varia de acordo com cada categoria gramatical, é associado. Por exemplo, os tipos de sentido associados a adjetivos são diferentes daqueles associados aos nomes próprios ordinários, pois são categorias de palavras que buscam representar coisas distintas. A título de exemplo, à expressão “cadeira” é possível associar o sentido coisa com quatro pernas usada para sentar etc., enquanto para um nome próprio ordinário, como “João”, poderia ser o homem que está perto da saída etc. Nesse último caso, associa-se à expressão aquilo que posteriormente ficou conhecido como “descrição definida”.
Os sentidos, por mais que sejam objetivos, dependem dos humanos para que sejam associados às palavras. O que x entende quando entra em contato com uma palavra p depende do que x associa a p. Se x associa o sentido senhoras à palavra “damas”, então x analisará a sentença “damas são jogos de tabuleiro” como significando: senhoras são jogos de tabuleiro. As condições de verdade da sentença variam de acordo com o que o falante associa a cada expressão. Isto é, o conteúdo semântico varia de falante para falante, dentro daquilo que podemos chamar de “idioleto”.

É importante não fazer uma associação falsa entre o âmbito dos sentidos e o das representações ou ideias (Vorstellung). Frege constantemente se opõe à visão de que as ideias ou representações sejam tomadas como o conteúdo das sentenças, visto que tal perspectiva não defenderia a objetividade da nossa linguagem e da lógica. Uma representação é um evento mental, um evento privado e momentâneo que engloba todas as associações consequentes de qualquer fenômeno experienciado por alguém. Porque a experiência sensível é relativa aos sujeitos e todos os sujeitos são distintos entre si, é impossível compartilhá-las. Nas palavras de Frege (2009, p. 135):
Quando dois homens imaginam a mesma coisa, ainda assim cada um tem sua própria ideia [representação]. De fato, às vezes é possível estabelecer diferenças entre ideias, ou até mesmo entre as sensações, de diferentes homens. Mas uma comparação exata não é possível, porque não podemos reunir essas ideias numa mesma consciência.
O sentido, ao contrário, está constantemente sendo compartilhado pela linguagem e fornecendo novas informações. Embora Frege não tenha dado grandes explicações sobre o que é essa entidade Sinn, ele usa descrições definidas quando quer falar dos possíveis sentidos associados aos nomes ordinários (FREGE, 2009, p. 132):
No caso de um nome próprio genuíno como “Aristóteles”, as opiniões quanto ao sentido podem certamente divergir. Poder-se-ia, por exemplo, tomar como seu sentido o seguinte: o discípulo de Platão e o mestre de Alexandre Magno. Quem fizer isso associará outro sentido à sentença “Aristóteles nasceu em Estagira” do que alguém que tomar como sentido daquele nome: o mestre de Alexandre Magno que nasceu em Estagira.
O que cada uma das sentenças (1) e (2) expressam é uma combinação dos sentidos associados aos termos que compõem as sentenças. Considerando os três âmbitos fregeanos: sinal, sentido e referência, o argumento é: 
i.                A sentença “a = a” expressa um pensamento. 
ii.              O sinal “b” é correferente com o sinal “a”. 
iii.            O pensamento é ou o sentido da sentença ou a referência da sentença.
iv.            Se “b” e “a” têm a mesma referência, então a substituição de “a” por “b” em “a = a” mantém a referência. 
v.              O pensamento expresso pelo sinal “a = a” é sua referência (suposição).
vi.            Substituir “a” por “b” em “a = a” mantém a referência (de ii, iv).
vii.           “a = b” expressa o mesmo pensamento que “a = a” (de v, vi)
viii.         Acreditar em p é acreditar no pensamento de que p.
ix.            Quem acredita que a = a acredita que a = b (de vii, viii).
Dada a suposição, podemos concluir algo que gostaríamos que fosse falso: (ix); gostaríamos que fosse falso porque é possível que alguém acredite que a = a, justamente por (dadas as restrições contextuais de as duas ocorrências “a” estarem se referindo ao mesmo objeto) esta ser analítica, e não acreditar que a = b. 
x.             O pensamento expresso pela sentença “a = a” não é sua referência.
xi.            O pensamento expresso pela sentença “a = a” é seu sentido (de x, iii).
Em outras palavras, a entidade que conta como conteúdo proposicional veiculada pelo uso da sentença é seu sentido. Para não usar a palavra “sentido” de forma ambígua, sempre que eu estiver falando do tipo de sentido expresso pelas sentenças declarativas vou usar a expressão “proposição”.[1]
Ao expandir as consequências das relações entre sinal, sentido e referência, no mesmo artigo, Frege começa sua explicação do que ele chamou de “discurso indireto”. Estão dentro dessa categoria verbos como “dizer”, “acreditar”, “desejar” etc., que são os atualmente ditos verbos de atitude proposicional (AP). Esses verbos subordinam outras sentenças. Por exemplo, em “Sancho acredita que Dom Quixote está apaixonado por Dulcineia”, a sentença “Dom Quixote está apaixonado por Dulcineia” está dentro do escopo de “acredita”.[2]
A questão feita desde os trabalhos de Frege até hoje é como devemos interpretar o funcionamento semântico dos verbos de atitudes proposicionais: a sentença subordinada refere-se a quê? Segundo Frege, ela deve se referir ao que normalmente seria a concatenação de sentidos expressa por ela. Portanto, o relato correto deve apresentar a concatenação de sentidos da frase que corresponde a concatenação de sentidos do idioleto do agente da crença. Em outras palavras, somente usando os mesmos sentidos pertencentes ao idioleto do sujeito é que o relato poderá estar correto. Quando Sancho acredita que Dom Quixote está apaixonado por Dulcineia, ele acredita na concatenação dos sentidos que ele associa a “Dom Quixote”, “está”, “apaixonado”, “por” e “Dulcineia”. O operador “que” é usado como recurso para fazer referência à concatenação expressa pela sentença, não necessitando falar sempre “o sentido de...”. No lugar de “o sentido de ‘Dom Quixote…’”, usa-se apenas “que Dom Quixote…”. A verdade desta não interessa para a correção do relato da crença de Sancho, uma vez que o importante é o fato de ele acreditar ou não no que é relatado. Ou seja, perguntamos se o relato “Sancho acredita que Dom Quixote está apaixonado por Dulcineia” é verdadeiro ou falso e não se a sentença dentro do escopo do verbo de atitude é verdadeira ou falsa.
As teses por trás da solução fregeana podem ser assim postuladas — uso “CF” para Conteúdo Fregeano e “RF” para Relato Fregeano:
CF: Uma concatenação de sentidos (de descrições definidas) singulariza o conteúdo das atitudes.
RF: As cláusulas-que nos relatos de atitude nomeiam a concatenação singularizada.
A primeira tese é usada para falar sobre como o sujeito lida com os nomes dentro de seu idioleto e de seu sistema de crenças; isto é, ela explica o conteúdo proposicional com o qual o sujeito tem a relação de crença. O conteúdo da crença do sujeito está condicionado aos sentidos associados às palavras que constituem a sentença gramatical, de modo que se o sujeito associa os mesmos sentidos a mais de um nome gramaticalmente distinto, então ele acreditará estar falando do mesmo objeto ao usar ambos os nomes — o conteúdo da crença é a concatenação dos sentidos. A segunda tese é usada para falar sobre o relato da crença: para Frege, um relato de atitude objetiva representar corretamente o conteúdo objetivo (ou proposição) em relação ao qual o agente tem a atitude, então, obrigatoriamente, a cláusula-q deve conter o mesmo conteúdo para o qual o agente tem a atitude. Uma vez que o agente não associa os mesmos sentidos a todos os nomes em questão, apenas os nomes de mesmo sentido podem entrar no relato de atitude.
De (CF) se segue que pelo menos uma diferença na crença sobre o(s) referentes(s) dos nomes se deve a uma diferença nos sentidos que determinam a referência dos nomes. De (RF) se seque que uma falha na intersubstituição se deve a uma diferença de sentidos associados aos nomes contidos na sentença. Nos importa encontrar casos que neguem as duas teses. A princípio é possível dizer que encontrar casos que neguem (CF) é encontrar casos para pensar (RF) como implausível, uma vez que descartamos a afirmação de que a crença deve se relacionar com uma concatenação de sentidos (descrições definidas).
[1] Frege usava “pensamento” (Gedanke) em vez de “proposição”.
[2] Convencionou-se na literatura sobre o assunto denominar sentenças nessa situação de “sentenças-que” ou “cláusulas-que” (abreviadamente, “sentenças-q” ou “cláusulas-q”) por ser usual prefixá-las com a partícula “que”.

## Visão geral
Que tipo de nome devemos dar a verbos como 'acreditar' e 'desejar' e assim por diante? Eu deveria estar inclinado a chamá-los de 'verbos proposicionais'. Este é apenas um nome sugerido por conveniência, porque são verbos que têm a forma de relacionar um objeto a uma proposição. Como expliquei, não é isso que eles realmente fazem, mas é conveniente chamá-los de 'verbos proposicionais'. É claro que você pode chamar esses verbos de 'atitudes', mas eu não gostaria disso porque é um termo psicológico e, embora todos os casos em nossa experiência sejam psicológicos, não há razão para supor que todos os verbos dos quais estou falando sejam psicológicos. Nunca há motivo para assumir esse tipo de coisa. (Russell, 1918, 227). 
 Há uma diferença entre o que é uma proposição e o que as pessoas sentem ou consideram sobre ela. Podemos aceitar, afirmar, acreditar, comandar, contestar, declarar, negar, duvidar, ordenar, exclamar, esperar uma proposição. Atitudes diferentes em relação às proposições são chamadas atitudes proposicionais e também são discutidas sob os títulos da intencionalidade e da modalidade linguística .
Muitas situações problemáticas na vida real surgem da circunstância de que muitas proposições diferentes em muitas modalidades diferentes estão no disponíveis ao mesmo tempo. Para comparar proposições de diferentes cores e sabores, por assim dizer, não temos base para comparação senão examinar as próprias proposições subjacentes. Assim, somos trazidos de volta a questões de linguagem e lógica. Apesar do nome, as atitudes proposicionais não são consideradas apropriadas psicologicamente, uma vez que as disciplinas formais da linguística e da lógica não se preocupam com nada mais concreto do que o que pode ser dito em geral sobre suas propriedades formais e seus padrões de interação.